# Carl Cox
Carl Cox (Barbados, 29 de juliol de 1962) és un punxadiscos i productor musical anglès d'origen barbadià. Els estils que acostuma a punxar són el techno i el house i el rave. Va començar com a DJ de hardcore i acid house a mitjans dels anys 80, fent-se un nom com el "Three Deck Wizard" (mag de tres taules) el 1988, quan, durant la Second Summer of Love, va començar a punxar amb tres taules a la vegada. Ha punxat a llocs tan famosos com Shelly's, Sterns Nightclub, Heaven, Angels i The Haçienda, així com a raves grans com Fantazia, Dreamscape i Amensia House. Ara és el cap visible de dos discogràfiques: Intec Records i 23rd Century Records.

## Discografia

### Àlbums
- 1996 At The End Of The Cliche, Worldwide Ultimatum Records
- 1999 Phuture 2000'', Worldwide Ultimatum Records
- 2005 Second Sign, Play It Again Sam

### Senzills
- 1991 I Want You (Forever), Perfecto Records
- 1995 Two Paintings And A Drum, Worldwide Ultimatum Records
- 1996 Sensual Sophis-ti-cat, Worldwide Ultimatum Records
- 1996 Tribal Jedi, Worldwide Ultimatum Records
- 1998 Phuture 2000, Ebel Records
- 1999 Dr. Funk, Ebel Records
- 1999 The Latin Theme, Worldwide Ultimatum Records
- 2002 Club Traxx Vol.1, Trust The DJ
- 2003 Club Traxx Vol.2, Trust The DJ
- 2003 Dirty Bass, 23rd Century Records
- 2003 Space Calling, 23rd Century Records
- 2004 Give Me Your Love (Carl Cox Featuring Hannah Robinson), 23rd Century Records/Play It Again Sam
- 2006 That's The Bass (Carl Cox & Norman Cook), 23rd Century Records/Play It Again Sam

### Compilacions
- 1994 Nonstopmix 1994, Liquid Rec.
- 1994 Fantazia III - Made in Heaven Remix, Fantazia
- 1994 Fantazia The DJ Collection Carl Cox, Fantazia
- 1995 F.A.C.T., React
- 1997 F.A.C.T. 2, Worldwide Ultimatum Records
- 1998 DJF 250, Sony Music Entertainment
- 1998 Non Stop 98/01, FFRR Records
- 1998 The Sound Of Ultimate B.A.S.E., Worldwide Ultimatum Records
- 1999 Non Stop 2000, FFRR Records
- 1999 F.A.C.T. Australia, X-Over Recordings
- 2000 Mixed Live Crobar Nightclub, Chicago, Moonshine Music
- 2002 Global, Play It Again Sam
- 2002 Mixed Live 2nd Session Area 2, Detroit, Moonshine Music
- 2003 F.A.C.T. Australia II, Warner Music Group
- 2003 U60311 Compilation Techno Division Vol. 3, V2 Records
- 2004 Back To Mine, DMC Publishing
- 2004 Pure Intec, Intec Records
- 2006 Intec 50 EP, Intec Records

### Remixes
- 1991 The Art of Noise - Shades Of Paranoimia (Carl Cox Remix), China Records
- 1992 Eternal - Eternal (Carl Cox Remix), Underground Level Recordings
- 1992 Robert Owens - Gotta Work (Carl's Renaissance Remix), Freetown Inc.
- 1992 Patti Day - Hot Stuff (Carl Cox Remix), Starway Records
- 1992 DJ Phantasy - Jepron (Carl Cox Remix), Liquid Wax Recordings
- 1992 Sunscreem - Perfect Motion (Carl Cox's Rhythm's A Drug Remix), Sony BMG Music Entertainment
- 1993 Visa - Let Me See Ya Move (Carl Cox's Militant March Remix), MMR Productions
- 1993 Smooth But Hazzardous - Made You Dance (Carl Cox Remix), Sound Entity Records
- 1994 Laurent Garnier - Astral Dreams (Carl Cox's MMR Remix), F-Communications
- 1994 Trevor Rockcliffe Presents Glow - Break The Law (Carl's Reconstructed Remix), MMR Productions
- 1994 Quench - Hope (Carl Cox Remix), Infectious Records
- 1994 FKW - Jingo (Carl Cox Remix), PWL
- 1994 O.T.T. - Raw (Carl Cox Remix), Industrial Strength Records
- 1994 Aurora Borealis - Raz (Carl's MMR Remix), F-Communications
- 1994 English Muffin - The Blood Of An English Muffin (Carl Cox Remix), MMR Productions
- 1994 Lunatic Asylum - The Meltdown (Carl Cox & John Selway's Circular Cycle Remix), MMR Productins
- 1995 Jam & Spoon - Angel (Ladadi O-Heyo) (Carl Cox Remix), Epic Records
- 1995 The Stone Roses - Begging You (Cox's Ultimatum Remix), Geffen Records
- 1995 Yello - L'Hotel (Carl Cox's Hands On Yello Remix), Urban
- 1995 Dr. Fernando Stomach Substance (Carl Cox Remix), MMR Productions
- 1995 Infrequent Oscillation - Burning Phibes (Carl Cox Remix), MMR Productions
- 1995 Technohead - Get Stoned (Carl Cox Remix), Mokum Records
- 1995 AWeX - It's Our Future (Carl Cox's Ultimate Remix), Plastic City UK
- 1995 Slab - Rampant Prankster (Carl Cox's Jumper Remix), Hydrogen Dukebox
- 1995 Steve Mason & Tony Crooks - Shallow Grave (Carl Cox's After Hours Remix), Rain Forest Records
- 1995 Josh Abrahams - March Time (Carl Cox Remix), MMR Productions
- 1996 System 7 - Hangar 84 (Cox's W.W. Ultimatum Remix), Butterfly Records
- 1996 Electroliners - Loose Caboose (Carl Cox Remix), XL Recordings
- 1996 Barefoot Boys - Need No Man (Cox's Harder Remix), Stealth Records
- 1996 The Advent - Mad Dog (Carl Cox Remix), Internal
- 1996 JX - There's Nothing I Won't Do (Carl Cox's Full House Remix), FFRR Records
- 1996 Consolidated - This Is Fascism (Carl Cox's Burning Gold Remix), MC Projects
- 1996 Vernon - Vernon's Wonderland (Carl Cox's Full Remix), Eye Q
- 1996 Poltergeist - Vicious Circles (Carl Cox's MMR Remix), Manifesto
- 1997 DJ SS - DJs Anthem (Carl Cox Remix), Formation Records
- 1997 Tenth Chapter - Prologue (Carl Cox & Paul van Dyk Remix), Jackpot
- 1999 Needle Damage - That Zipper Track (Carl Cox Remix), Worldwide Ultimatum Records
- 1999 Grooverider - Where's Jack The Ripper (Carl Cox's Techno Radio Edit), Higher Ground Records
- 2000 Tony Moran Featuring Cindy Mizelle - Shine On (Carl Cox's Sweat Dub), Contagious Records
- 2001 Slam - Positive Education (Carl Cox's Intec Remix), VC Recordings
- 2001 Trevor Rockcliffe & Blake Baxter - Visions Of You (Carl Cox Remix), Intec Records
- 2001 Ramirez - Volcan De Passion (Carl Cox Remix), Terapia
- 2002 Cormano - Mangamana vs. Revenge (Carl Cox's Turntable Remix) 4 Play Records, Inc.
- 2003 Tomaz vs Filterheadz - Sunshine (Carl Cox Remix), Intec Records
- 2003 Bad Cabbage - You're Rude (Get Fucked) (Carl Cox's Not So Rude Remix), Mutant Disc
- 2004 Eric Powell - Don't Deny It (Carl Cox Remix), 23rd Century Records
- 2004 Johan Cyber - Natural Funk (Carl Cox Remix), 23rd Century Records
- 2004 Cohen vs Deluxe - Just Kick! (Carl Cox Remix), Intec Records